# Mary Styles Harris
Mary Styles Harris (* 26. Juni 1949 in Nashville , Tennessee, Vereinigte Staaten) ist eine US-amerikanische Genetikerin, Unternehmerin und Hochschullehrerin. Sie ist Gründerin, Präsidentin und Geschäftsführerin von BioTechnical Communications, einem Unternehmen, das sich auf die Erstellung und Verbreitung von Gesundheitsinformationen für ethnische Minderheiten spezialisiert hat.

## Leben und Werk
Harris ist die Tochter von George und Margaret Styles. Ihr Vater studierte am Meharry Medical College Medizin und ihre Mutter Margaret erwarb einen Abschluss in Betriebswirtschaft an der Tennessee State University. Kurz nach ihrer Geburt zog die Familie nach Miami, wo ihr Vater eine Arztpraxis eröffnete. Als Harris neun Jahre alt war, starb ihr Vater.
1963 besuchte Harris als eine der ersten Afroamerikanerinnen die Miami Jackson High School. 1971 schloss sie ihr Studium an der Lincoln University (Pennsylvania) mit einem Bachelor in Biologie ab. Sie schrieb sich dann an der Cornell University ein, wo sie ein Ford Foundation Doctoral Fellowship für das Studium der Molekulargenetik erhielt. 1975 promovierte sie mit der Dissertation An Investigation of Several Aspects of the Killer Character in Saccharomyces Cerevisiae.
Kurz nach ihrem Abschluss heiratete sie Styles Sidney Harris, der das Morehouse College in Atlanta abgeschlossen hatte. Ihr Mann wurde für das Graduiertenprogramm im Ingenieurwesen an der Cornell University angenommen und sie forschte von 1976 bis 1977 als Postdoktorandin an der Rutgers Medical School. Sie erhielt ein Postdoc-Stipendium des National Cancer Research, um die Struktur von Viren zu erforschen.
1977 wurde sie Geschäftsführerin der Sickle Cell Foundation of Georgia, wo sie Spenden für den Kampf gegen die Sichelzellenanämie sammelte und die Öffentlichkeit über diese Krankheit aufklärte. 
Nach einem Aufenthalt in Washington, D.C., wo sie ihre wissenschaftliche Facharztausbildung absolvierte, wurde Harris Landesdirektorin der Genetischen Dienste des Georgia Department of Human Resources. Von dieser Position aus konnte sie auch die Gesundheitspolitik landesweit beeinflussen. Im Rahmen ihrer präventiven Gesundheitsfürsorge engagierte sie sich für das Neugeborenen-Screening auf Sichelzellenanämie und saß im Vorstand des March of Dimes in Atlanta saß.
1978 wurde sie Assistenzprofessorin an der Morehouse College School of Medicine ernannt und war von 1979 bis 1980 als Wissenschaftlerin beim öffentlich-rechtlichen Fernsehsender WGTV der University of Georgia tätig. Von 1980 bis 1981 war sie Assistenzprofessorin für Biologie an der Clark Atlanta University.
1987 gründete sie BioTechnical Communications, Inc, ein Unternehmen für Gesundheitskommunikation. BioTechnical Communications entwickelte innovative, verbraucherorientierte Medienprogramme, darunter To My Sisters. A Gift for Life, eine preisgekrönte Dokumentation über Brustkrebs und afroamerikanische Frauen, Journey To Wellness, die einzige landesweit ausgestrahlte öffentliche Radiosendung mit Schwerpunkt auf für Afroamerikaner wichtigen Gesundheitsthemen, eine vierteilige Dokumentationsreihe für den öffentlichen Rundfunk zu den Themen Krebs, Fettleibigkeit und HIV/AIDS und die landesweit ausgestrahlte Gesundheitsserie Keeping Up with the Walkers.
2007 wurde Harris Vorstandsmitglied des National Caucus and Center on Black Aging, einer gemeinnützigen Organisation, die sich für Gesundheit, Beschäftigung und Wohnen älterer Afroamerikaner einsetzt.

## Auszeichnungen und Ehrungen (Auswahl)
- 1971: Doktorandenstipendium der Ford Foundation[8]
- Postdoktorandenstipendium des National Cancer Research Center
- 1979: Science Residency Award der National Science Foundation[9]
- 1980: Outstanding Working Woman Award des Magazins Glamour[10]

## Mitgliedschaften
- Public Health Association
- 1977: American Society of Human Genetics
- 1979 bis 1980: Georgia Board of Regents, University of Georgia
- Congressional Black Caucus Health Brain Trust
- Governor's Advisory Council on Alcohol and Drug Abuse[11]